# Crataegus gillotii
Crataegus gillotii är en rosväxtart som först beskrevs av Günther von Mannagetta und Lërchenau Beck, och fick sitt nu gällande namn av T.A.Dickinson och E.Y.Y.Lo. Crataegus gillotii ingår i Hagtornssläktet som ingår i familjen rosväxter. Inga underarter finns listade i Catalogue of Life.